# تحصیل شب‌قادر
تحصیل شب‌قادر (به انگلیسی: Shabqadar Tehsil) یک تحصیل در پاکستان است که در خیبر پختونخوا واقع شده‌است. تحصیل شب‌قادر ۳۸۳٬۷۶۵ نفر جمعیت دارد.